# 台勒托丽贾玛清真寺

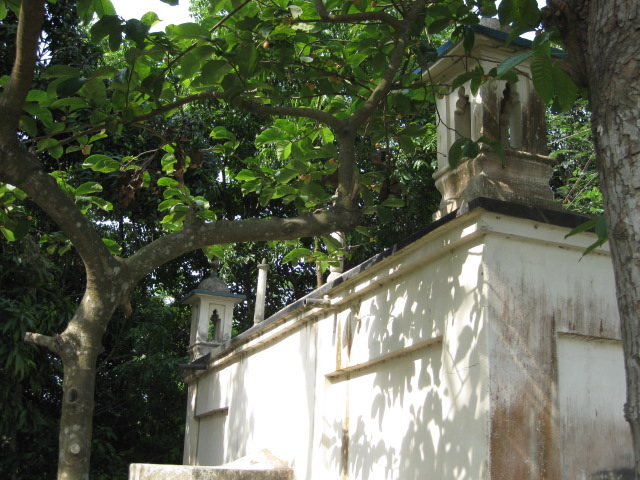
台勒托丽贾玛清真寺，摄于2011年

台勒托丽贾玛清真寺（羅馬化：Taltoli Jama Masjid），过去称为名孟诗巴里贾玛清真寺（Munshibari Jama Mosque），是一座位于孟加拉国吉大港专区坚德布尔县台勒托丽的清真寺。该清真寺于1891年孟加拉国仍属于英属印度的时期建成，建筑风格融合了印度撒拉逊复兴建筑风格和印度伊斯兰建筑风格。